# Claudia Fritsche

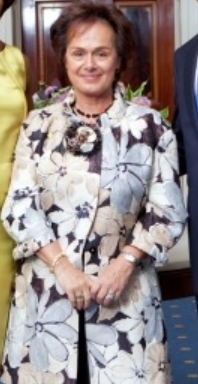
Fritsche (2009)

Claudia Fritsche (* 26. Juli 1952) ist eine liechtensteinische Diplomatin. Sie war 1990 die erste Botschafterin ihres Landes und von Dezember 2000 bis August 2016 Botschafterin des Fürstentums Liechtenstein in den Vereinigten Staaten.

## Lebenslauf
Fritsche war von 1970 bis 1974 Privatsekretärin des liechtensteinischen Regierungschefs Alfred Hilbe. Im Juni 1978 trat sie in den diplomatischen Dienst ihres Heimatlandes ein und übte verschiedene Funktionen aus, unter anderem als diplomatische Sekretärin parlamentarischer Delegationen beim Europarat und bei der EFTA.
Von Februar 1983 bis Mai 1990 war Fritsche Stellvertreterin des Ständigen Vertreters Liechtensteins beim Europarat in Straßburg. Sie vertrat die Regierung im von 1987 bis 1990 im Europäischen Ausschuss für die Gleichstellung von Frauen und Männern und leitete zu gleicher Zeit das Komitee für die Gleichstellung in Liechtenstein. Fritsche wurde im Juli 1987 als Erste Sekretärin und Chargé d’Affaires an die liechtensteinische Botschaft in Bern berufen. Ab September 1989 war sie gleichzeitig Erste Sekretärin und Chargé d’Affaires bei der liechtensteinischen Botschaft in Wien.
Im Jahr 1990 übernahm Fritsche die erste Ständige Mission des Fürstentums Liechtenstein bei den Vereinten Nationen in New York, ein Amt, das sie bis 2002 ausübte. Von 1999 bis September 2002 war sie Präsidentin der Vereinigung der Ständigen Vertreter bei den Vereinten Nationen. Ihr Nachfolger wurde Christian Wenaweser.
Claudia Fritsche wurde am 7. Dezember 2000 zur Botschafterin ihres Landes in den Vereinigten Staaten akkreditiert. Nachdem sie ihren Posten in New York niedergelegt hatte, wurde sie residierende Botschafterin in Washington, D.C. Im August 2016 wurde Kurt Jäger ihr Nachfolger.
Im Oktober 2016 trat Fritsche in den internationalen Beirat der Public-Relations- und Lobbyagentur APCO Worldwide ein.